# الچه
اِلچِه (به اسپانیایی: Elche) دهستانی در استان آلیکانتهٔ اسپانیا است.
در این دهستان ۲۳۰٬۱۱۲ نفر زندگی می‌کنند. مساحت این دهستان ۳۲۵٫۷۹ کیلومتر مربع است.